# Impetus-theorie
De impetus-theorie was een hulp-of secundaire theorie uit de  Aristotelische dynamica, die in eerste instantie ontstond om de beweging van projectielen tegen de  zwaartekracht in te verklaren. De impetus-theorie werd in de 14e eeuw geïntroduceerd door de scholastische filosoof Johannes Buridanus. De impetus-theorie was een voorloper van concepten als inertie, impuls en versnelling in de klassieke mechanica.

## Voetnoten
1. ↑   Herbermann, C.G., & Knights of Columbus. (1913). The Catholic encyclopedia: An international work of reference on the constitution, doctrine, and history of the Catholic church. New York: The Encyclopedia press, inc. "Theory of impetus", blz. 51